# Giovanni Battista Agucchi

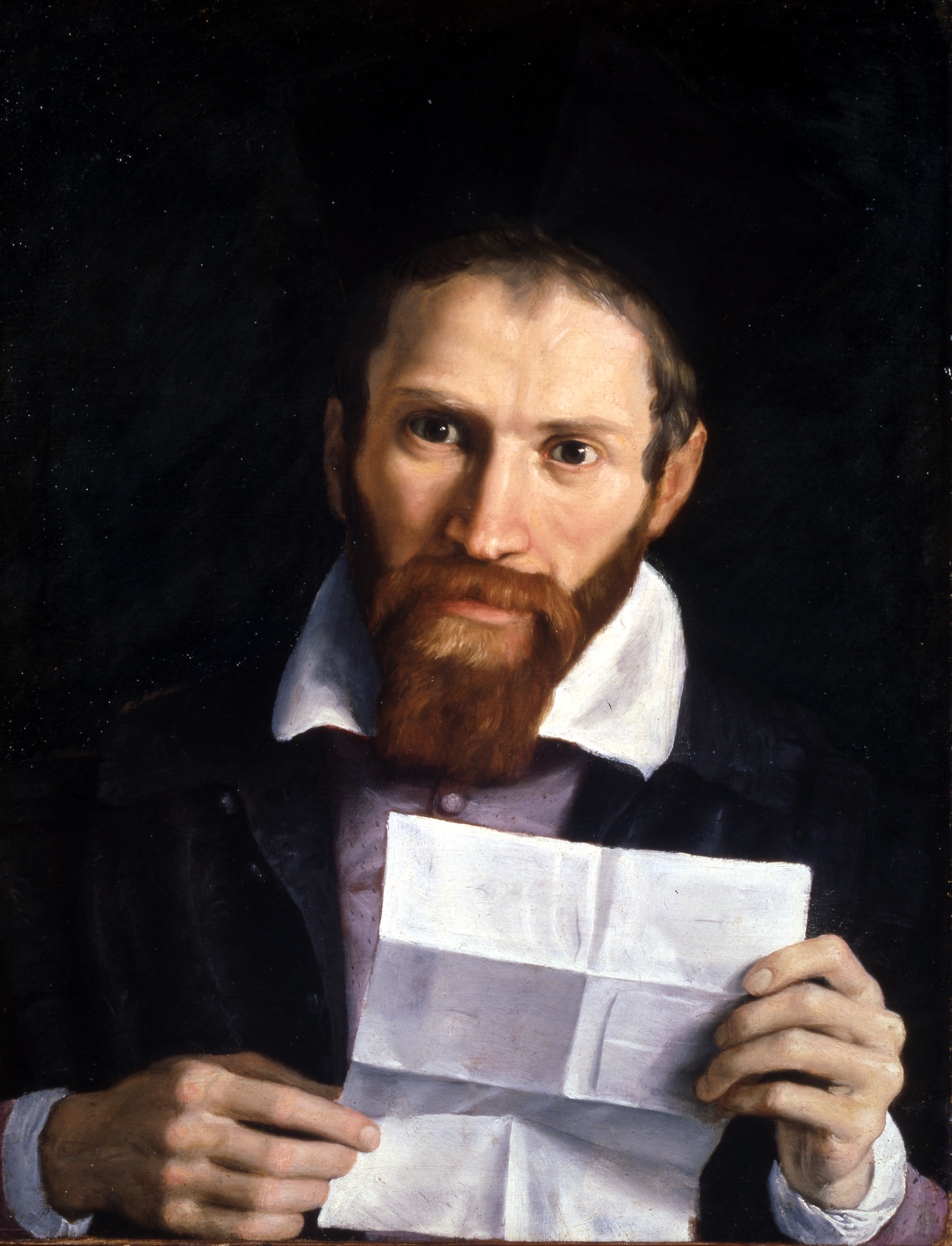
Porträt von Augucchi von seinem Freund Domenichino, 1615–1620, York Art Gallery

Giovanni Battista Agucchi (* 20. November 1570 in Bologna; † 1. Januar 1632 in Susegana) war ein italienischer römisch-katholischer Bischof.
Agucchi war Titularerzbischof, päpstlicher Diplomat und Schriftsteller über Ästhetik. Er war Neffe und Bruder von Kardinälen. Er diente als Sekretär des Staatssekretariats, dann des Papstes selbst. Nach dessen Tod wurde Agucchi zum Titularbischof und zum Nuntius von Venedig ernannt. Während er sich in Rom aufhielt war er eine wichtige Person in römischen Kunstkreisen und förderte bolognesische Künstler. Insbesondere stand er Domenichino nahe. Als Kunsttheoretiker wurde er im 20. Jahrhundert wiederentdeckt, da er viele der Ansichten, die aus den Schriften von Gian Pietro Bellori eine Generation später besser bekannt wurden, zum ersten Mal zum Ausdruck gebracht hatte. Er war auch ein Amateurastronom, der mit Galileo Galilei korrespondierte.

## Biografie

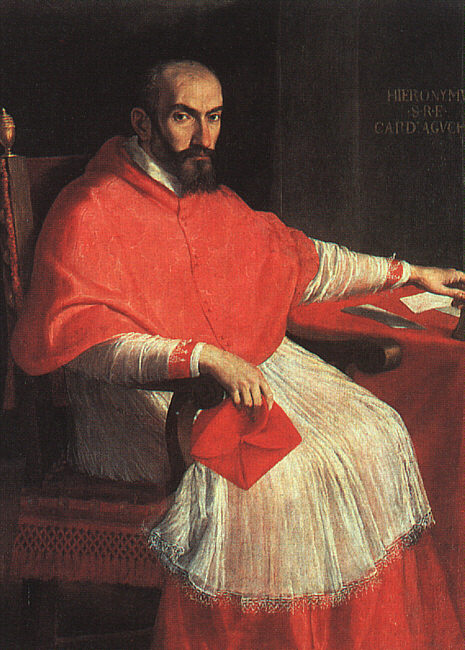
Domenichino, Porträt von Kardinal Girolamo Agucchi, älterer Bruder von Giovanni Battista, 1604–05

Agucchi stammte aus einer Adelsfamilie aus Bologna ab, wo er auch geboren wurde. Er begann seine Karriere 1580–82 als Assistent seines viel älteren Bruders Girolamo Agucchi (1555–1605) (Kardinal von 1604–1605), der Gouverneur von Faenza im Kirchenstaat war, und studierte dann in Bologna und Rom. Er wurde zum Kanoniker der Kathedrale von Piacenza ernannt, arbeitete dann ab 1591 für seinen Onkel Kardinal Filippo Sega, einen wichtigen Diplomaten des Papstes. Er begleitete Sega als dieser Apostolischer Nuntius in Frankreich war, kehrte dann 1594 mit ihm nach Rom zurück und blieb in seinen Diensten bis zu Segas Tod im Jahr 1596.
Dann folgte er seinem Bruder Girolamo in den Dienst des päpstlichen Staatssekretärs Kardinal Pietro Aldobrandini, dessen Sekretär Girolamo war. Aldobrandini war der Neffe von Papst Clemens VIII. (1592–1605). Agucchi begleitete Aldobrandini auf seinen Botschaften nach Florenz und Frankreich, um den Vertrag von Lyon (1601) und die Heirat Heinrichs IV. von Frankreich auszuhandeln, dann 1604 nach Ravenna, wo Aldobrandini zum Erzbischof ernannt worden war. Es folgte eine Reise nach Ferrara im selben Jahr. Der Tod von Papst Leo XI. und seine Ablösung durch Papst Paul V. im Jahr 1605 bedeutete für beide Männer den Verlust der päpstlichen Gunst. Agucchi konnte sich in dieser Zeit seinen persönlichen Interessen widmen, bis 1615, als Aldobrandini wieder in Gunst und Amt zurückkehrte. Er war auch ein Protegé des kunstliebenden Kardinals Odoardo Farnese, als dessen Sekretär er fungierte.
Aldobrandini starb 1621 und Agucchi wurde im selben Jahr Sekretär (Segretario dei Brevi) des neuen Papstes Gregor XV., der ebenfalls aus Bologna stammte. Papst Gregor starb 1623, und im selben Jahr machte sein Nachfolger Urban VIII. Agucchi zum Titularbischof von Amasya in partibus infidelis und ernannte ihn zum Apostolischen Nuntius der Republik Venedig. Die venezianische Politik war zu dieser Zeit stark polarisiert zwischen pro- und antipapstlichen Fraktionen, und Agucchis Periode fiel weitgehend mit der instabilen Herrschaft des Dogen Giovanni I. Corner (1625–29) zusammen, dessen Wahl Agucchi angestrebt hatte, dessen Herrschaft aber so etwas wie eine Katastrophe war. Agucchi verließ Venedig 1630, um der Pest zu entgehen, und starb im folgenden Jahr nach einem Aufenthalt in Oderzo im Castello San Salvatore in Susegana.

## In der Kunstwelt

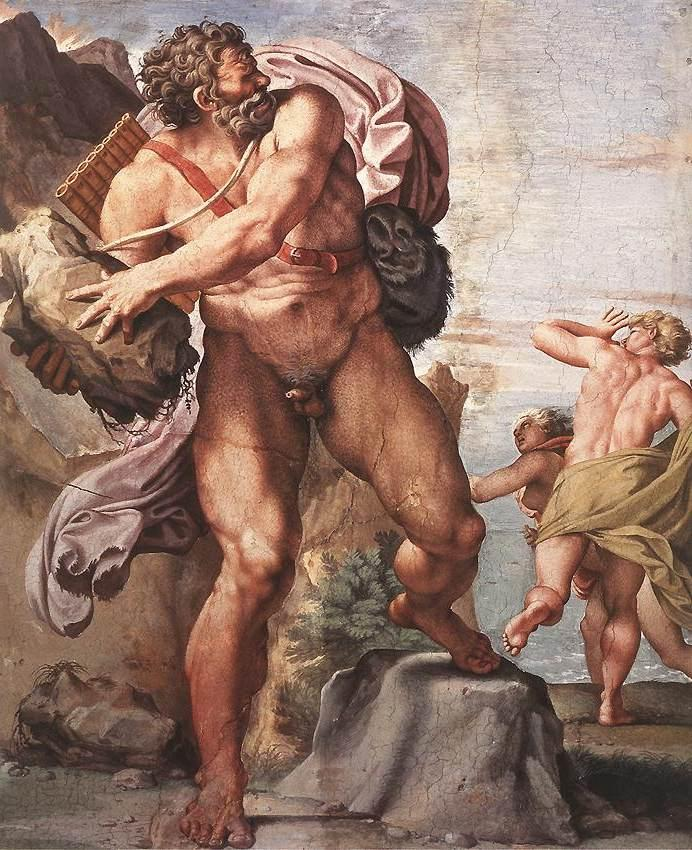
Annibale Carracci, der Zyklope Polyphemus, Fresko im Palazzo Farnese

Agucchi war ein kultivierter Intellektueller und Freund vieler Künstler, der eine bedeutende Rolle spielte, um Maler aus seiner Heimatstadt Bologna den Mäzenen in der römischen Kurie vorzustellen. Er war „ein eifriger Korrespondent in eigener und fremder Sache“ und es sind viele unveröffentlichte Briefe erhalten geblieben, ebenso wie die von Carlo Cesare Malvasia in seinen Werken zitierten. Er taucht häufig in Diskussionen über römische Aufträge der damaligen Zeit auf, z. B. schlug er Ludovico Carracci für ein Altarbild im Petersdom vor, allerdings ohne Erfolg. Annibale Carracci hatte seine eigene Empfehlung an Kardinal Odoardo Farnese vom Bruder des Kardinals, Ranuccio I. Farnese, Herzog von Parma, erhalten, wurde aber in Rom ein Freund von Agucchi und wird in seinen Schriften, die auch wichtige biografische Informationen über die Carracci enthalten, als Vorbild angeführt. Agucchi hat Carracci möglicherweise bei seinen Fresken Die Liebe der Götter für den Palazzo Farnese, der erster Auftrag Carraccis in Rom, zu der komplizierten und gelehrten mythologischen Ikonographie beraten. Sie sind nach wie vor ein Meilenstein für den römischen Barock. Er spendete Annibale seine letzte heilige Kommunion vor seinem vorzeitigen Tod 1609 und verfasste sein Epitaph für das Pantheon.
Domenichino schloss sich Carracci bei seiner Arbeit am Palazzo Farnese an. Agucchi und sein Bruder machten ihn mit Kardinal Pietro Aldobrandini und dem zukünftigen Gregor XV. bekannt. Domenichino lebte von 1603/4 bis 1608 in Agucchis Haushalt, und laut Bellori ist eine der Figuren in Domenichinos Fresko Begegnung des Heiligen Nilus mit Kaiser Otto III. (ca. 1609–10; Abtei Grottaferrata, Cappella dei SS Fondatori) ein Porträt von Agucchi.
Die Kardinäle Odoardo Farnese und Pietro Aldobrandini waren politische Gegner, wenn auch weniger nach einer Heirat zwischen den beiden Familien im Jahr 1600. Sie waren jedoch die beiden führenden Befürworter der bolognesischen Malerei in Rom, denen es gelang, den Bolognesern „fast ein Monopol“ für große Aufträge für Paläste in den 1610er Jahren zu verleihen. Kardinal Aldobrandinis persönliche Vorliebe galt dem spätmanieristischen Stil von Giuseppe Cesari (dem Cavaliere d’Arpino) und anderen. Seine Unterstützung der Bologneser muss weitgehend Agucchis Fürsprache zugeschrieben werden. Der Kardinal beauftragte Domenichino 1616–18 mit acht Fresken mit der Geschichte Apollons für die Villa Aldobrandini außerhalb Roms. Sie befinden sich heute in der National Gallery, London. Agucchis älterer Bruder, Kardinal Girolamo, beauftragte Domenichino, drei Fresken zum Leben des Heiligen Hieronymus im Portikus von Sant’Onofrio in Rom zu malen, die sich heute noch an Ort und Stelle befinden. Dies geschah 1604, vollendet 1605, zu der Zeit, als Domenichino mit Agucchi zusammenlebte. In der Kirche befindet sich auch Domenichinos Porträt des Onkels Agucchis, Kardinal Sega, an seinem Denkmal.
Bei Annibale Carracci gab Kardinal Aldobrandini für seinen Palast in Rom, der heute die Galerie Doria Pamphilj beherbergt und sich noch immer im Familienbesitz befindet, eine Reihe dekorativer Fresken mit religiösen Themen in Landschaften in Auftrag, sowie die Domine, quo vadis? in der National Gallery London, und eine Krönung der Jungfrau Maria, die das Metropolitan Museum of Art aus der Sammlung Mahon erwarb. Bis 1603 besaß er sechs Werke von Carracci, darunter zwei der oben genannten. Der Bologneser Künstler Guercino verbrachte nur die Jahre während des Papsttums von Gregor XV. in Rom, wo sich sein Stil in Richtung Klassizismus wandelte. Denis Mahon vertrat die Ansicht, dass diese Veränderung hauptsächlich eine Reaktion auf das Drängen Agucchis war und wie die meisten Kommentatoren war Mahon der Ansicht, dass die Veränderung im Großen und Ganzen keine Verbesserung darstellte. Eva-Bettina Krems vermutet, dass Agucchi für die Verbindung des lombardischen Bildhauer Ippolito Buzzi mit Kardinal Ludovico Ludovisi verantwortlich ist, der ihm über mehrere Jahre hinweg mit einem stetigen Strom von Werken versorgte.

### Porträt in York
Das schöne und intime Porträt in der York Art Gallery war immer Domenichino zugeschrieben worden, bis ein Artikel 1994 annahm, dass es stattdessen von Annibale Carracci ab etwa 1603 angefertigt wurde. Es war bis zu seinem Tod im Besitz von Agucchi. Als die Yorker Galerie 2014–15 wegen des Wiederaufbaus geschlossen wurde, wurde es an die National Gallery London ausgeliehen und dort ausgestellt. Domenichino und Agucchi arbeiteten gemeinsam an dem Denkmal für Girolamo Agucchi in der Kirche San Giacomo Maggiore in Bologna, für das sich Zeichnungen in der British Royal Collection befinden (Royal Library, MS. 1742).

## Schriften

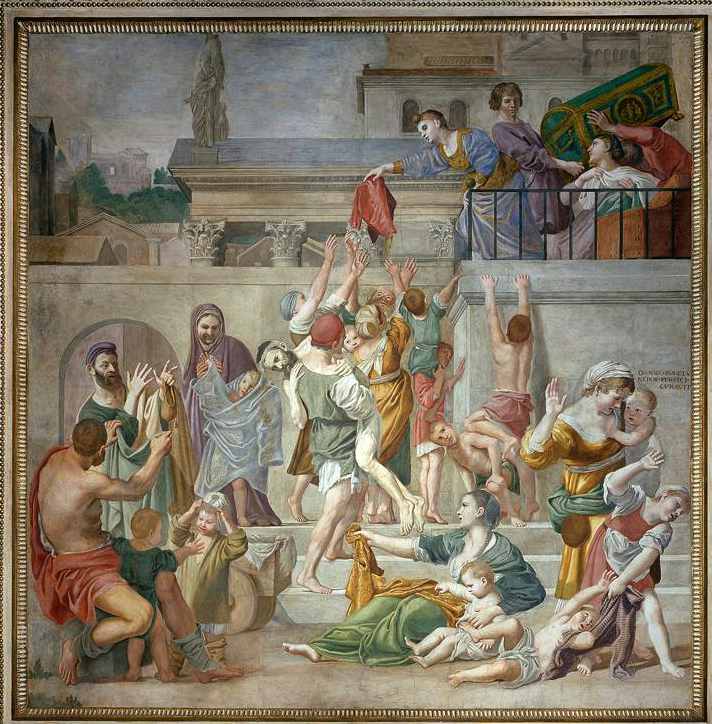
Domenichino, Heilige Cäcilia verteilt Almosen, Fresco, 1612–15, San Luigi dei Francesi, Rom

Agucchis wichtigste veröffentlichte Schrift ist ein sehr unvollständiges, aber dennoch bedeutendes Trattato della pittura („Traktat über die Malerei“), das wahrscheinlich 1615 verfasst wurde und dessen Manuskript sich in der Bibliothek der Universität Bologna befindet (MS. 245), die auch eine unveröffentlichte lateinische Biographie seines Bruders Vita Hieronymi Agucchi (MS 75) besitzt. Das Trattato wurde 1646 in Rom posthum unter dem Pseudonym Gratiadio Machati veröffentlicht, das Agucchi zu Lebzeiten benutzt hatte (eine Konvention für eine klerikale Schrift über weltliche Angelegenheiten). Er wurde in das Vorwort von G. A. Mosini, dem Pseudonym von Giovanni Antonio Massani, zu einer Sammlung von Drucken nach Annibale Carracci mit dem Titel Diverse figure al numero di ottanta („Achtzig verschiedene Figuren“) aufgenommen. Es gibt eine englische Übersetzung von Denis Mahon (1947), der viel dazu beitrug, das Interesse an Agucchi als einem zuvor übersehenen Theoretiker zu wecken
Das Trattato „ist ein lebendiges Dokument über offizielle römische Kunstkreise in den Jahren 1607-15 und konzentriert sich speziell auf die Verherrlichung der idea della bellezza, die Agucchi besonders mit der antiken Bildhauerei identifiziert“. Die Arbeit zeigt Anzeichen dafür, dass sie von Gesprächen mit Domenichino beeinflusst wurde, die eine Spaltung der nationalen und regionalen Malschulen widerspiegelt, die dieser in einem Brief als seine eigene bezeichnete. Es ist im Wesentlichen die bis zum 20. Jahrhundert verwendete, die in Italien die römischen, venezianischen, lombardischen und toskanischen (Florentiner und Sieneser) Schulen unterscheidet. Es wird vermutet, dass das Trattato in Wirklichkeit eine Zusammenarbeit gewesen sein könnte, wobei Agucchis ausgefeilte Prosa Domenichinos Gedanken aufgreift, obwohl man meistens annimmt, dass dies nicht der Fall ist.
Agucchi schöpfte aus dem neoplatonistischen Denken, in dem „die Natur die unvollkommene Widerspiegelung des Göttlichen ist, und der Künstler muss sie verbessern, um Schönheit zu erreichen“, eine Ansicht, die bereits im vorigen Jahrhundert gängige Praxis war. Er hielt die klassische Bildhauerei, Raffael und Michelangelo als Vorbilder hoch, die von der „Natur“ aus beobachtet hatten, aber das, was sie darstellten, auswählten und idealisierten, und verunglimpfte die Manieristen. Vor allem Annibale Carracci hatte die Kunst vor ihrer Künstlichkeit gerettet und kehrte zur Darstellung der verbesserten Natur zurück. Auch der Realismus von Caravaggio und seinen Anhängern wurde beklagt.
Abgesehen von der Vorlesungsreihe für die Accademia di San Luca von Federico Zuccari, ihrem ersten Präsidenten, fehlte es in dieser Zeit allgemein an kunsttheoretischen Schriften. Diese wurden als L’idea de’ Pittori, Scultori, ed Architetti (1607) veröffentlicht und als „der Abgesang der subjektiven Mystik der manieristischen Theorie“ bezeichnet. Die Vorträge selbst wurden aufgegeben, als die ersten von den Bolognesern und Caravaggisten gleichermaßen feindselig aufgenommen wurden. Die Idee mag Agucchi provoziert haben, seine eigene Arbeit zu beginnen. Trotz seiner verzögerten und undurchsichtigen Veröffentlichung stellen Agucchis Ideen die früheste Darstellung der „klassisch-idealistischen Theorie“ dar, die im 17. Jahrhundert in den meisten Teilen der römischen Kunstwelt vorherrschen sollte.
Der jüngere Antiquar Francesco Angeloni, war ein enger Freund, der auch für die Aldobrandini, in seinem Fall Papst Clemens VIII., gearbeitet hatte und mindestens eine Kopie des Yorker Porträts besaß. Angeloni zog seinen Neffen Gian Pietro Bellori (1613–1696) groß und machte ihn mit Agucchi und den Bologneser Künstlern in Rom bekannt. Bellori sollte viele von Agucchis Ideen in seinen eigenen sehr einflussreichen Schriften über die Kunst aufgreifen.
Silvia Ginzburg hat darauf hingewiesen, dass ein früheres Werk von Agucchi, Descrizione della Venere dormiente di Annibale Carrazzi („Beschreibung der schlafenden Venus von Annibale Carracci“), das um 1603 geschrieben, aber erst 1678 veröffentlicht wurde, eine ganz andere Einstellung zur Malerei zeigt, indem es die Schnelligkeit von Carraccis Stil und seine Fähigkeit, ohne vorherige Zeichnung zu malen, würdigt – beides Eigenschaften, die das Trattato nicht billigt. Sie vermutet, dass die Reaktion auf den Stil Caravaggios den Wandel erklärt, auf den auch in einem Brief Agucchis von 1603 Bezug genommen werden kann.
Agucchi interessierte sich auch für Astronomie und Mathematik und war Mitglied der Accademia dei Gelati von Bologna. Er führte 1611–13 eine lange Korrespondenz mit Galileo Galilei, einschließlich der Weitergabe von Daten aus seinen eigenen astronomischen Beobachtungen, und hielt 1611 Vorträge über die Jupitermonde. Galileo hatte 1609 die ersten aufgezeichneten Beobachtungen davon gemacht.